# عثمانیورت
عثمانیورت (به لاتین: Osmanyurt) یک منطقهٔ مسکونی در روسیه است که در داغستان واقع شده‌است.